# Esporozoo

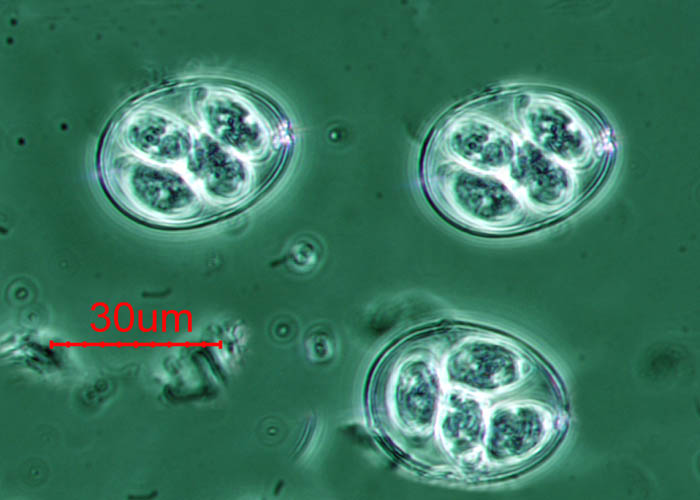
Imagen en microscopio de oocitos de Eimeria sp., un parásito que infecta gallinas.

El término esporozoo designa a un conjunto heterogéneo, polifilético, de microorganismos parásitos unicelulares. Actualmente se adscriben a 4 grupos muy separados evolutivamente,  pero a los que la adaptación al parasitismo extremo ha dotado de rasgos y ciclos vitales semejantes. El grupo ha perdido su lugar tradicional en la clasificación y el nombre sólo se usa ya para designar su modo de vida: 
Los “esporozoos” son parásitos obligados de diversos grupos (protistas, animales u hongos). Viven dentro de las células de sus huéspedes (hospedadores), y pueden llegar a ser patógenos (producir enfermedades). Presentan generalmente alternancia entre fases de reproducción sexual y otras de multiplicación asexual. En éstas, se produce un gran número de esporas, a partir de la división aparentemente simultánea de una sola célula (esquizogonia o esporulación); en realidad se trata de varias biparticiones sucesivas que quedan ocultas. El nombre "esporozoos" alude a esta característica del ciclo. 
El examen detallado de la ultraestructura y, sobre todo, la comparación directa de sus genes y sus proteínas, han demostrado la polifilia del conjunto, así como las afinidades de los grupos que tradicionalmente venía incluyendo:
- Apicomplejos (filo Apicomplexa). Este es el grupo más conocido y cada vez más el nombre esporozoos se reserva para estos.  Se considera que los apicomplejos derivaron evolutivamente de formas parásitas relacionadas con los dinoflagelados. Estos dos grupos se clasifican ahora juntos, y con los ciliados, en un grupo mayor llamado alveolados.
- Haplosporidios (Haplosporidia). Se les considera parte del grupo llamado cercozoos, a su vez parte de otro mayor llamado Rhizaria.

Los dos grupos anteriores siguen asignados al reino Protista. A los dos grupos se les ha reunido durante mucho tiempo bajo el nombre de cnidosporidios.
- Microsporidios (Microsporidia). Estos son actualmente adscritos a los hongos (reino Fungi). Son a su vez un grupo polifilético, con miembros de afinidades distintas. Algunos están relacionados con el filo zigomicetes (Zygomycota), otros con ascomicetes (Ascomycota).
- Mixosporidios (Myxozoa), también llamados Mixosporidios. Han resultado ser miembros del reino animal. Los datos parecen indicar que son formas muy reducida por el parasitismo de cnidarios, el grupo de animales que incluye entre otros a los corales y las medusas, pero también pueden derivar de formas basales del gran clado de los animales bilaterales.

- Datos: Q3967020
- Especies: Sporozoa